# Quadrato degli uomini illustri
Il quadrato degli uomini illustri si trova a Napoli nel cimitero monumentale di Poggioreale.
È un settore destinato alla sepoltura delle personalità eminenti (come previsto dalle leggi in materia del regno delle Due Sicilie) su una superficie di 2 moggi napoletani (circa 5300 m²).
Contiene 157 monumenti suddivisi in 7 aiuole che raccolgono sepolture singole.
Vi riposano personalità come:
| N° | Nominativo                   | Data di nascita | Data di morte | Attività                                                                                            | Note |
| -- | ---------------------------- | --------------- | ------------- | --------------------------------------------------------------------------------------------------- | --- |
| 1  | Giuseppe Abbamonte           | 1923            | 2016          | giurista                                                                                            | |
| 2  | Carlo Altobelli              | 1857            | 1917          | avvocato e politico                                                                                 | |
| 3  | Luigi Amabile                | 1828            | 1892          | medico, storico e politico                                                                          | |
| 4  | Errico Amante                | 1816            | 1883          | politico, patriota, giudice italiano presidente della Corte d'appello e Senatore del Regno d'Italia | |
| 5  | Giovanni Amendola            | 1882            | 1926          | politico, giornalista e accademico                                                                  | |
| 6  | Tito Angelini                | 1806            | 1878          | scultore                                                                                            | autore della statua "La Religione" del 1845 sita al centro del Quadrato |
| 7  | Vincenzo Arangio-Ruiz        | 1884            | 1964          | giurista, accademico e politico                                                                     | |
| 8  | Tony Astarita                | 1939            | 1998          | cantante                                                                                            | |
| 9  | Achille Balsamo di Loreto    | 1899            | 1918          | sottotenente di cavalleria ardito pattugliatore                                                     | insignito della medaglia d'argento al valor militare alla memoria |
| 10 | Ruggiero Bonghi              | 1826            | 1895          | filologo, politico e accademico                                                                     | |
| 11 | Luca Botta                   | 1882            | 1917          | tenore                                                                                              | |
| 12 | Giovanni Bovio               | 1837            | 1903          | filosofo e politico                                                                                 | |
| 13 | Libero Bovio                 | 1883            | 1942          | poeta, scrittore, drammaturgo e giornalista                                                         | |
| 14 | Roberto Bracco               | 1861            | 1943          | giornalista, scrittore e drammaturgo                                                                | |
| 15 | Salvatore Cammarano          | 1801            | 1852          | librettista                                                                                         | |
| 16 | Enzo Cannavale               | 1928            | 2011          | attore teatrale e cinematografico                                                                   | |
| 17 | Ernesto Capocci di Belmonte  | 1798            | 1864          | matematico, astronomo e politico                                                                    | |
| 18 | Gennaro Capuozzo             | 1932            | 1943          | partigiano                                                                                          | insignito della medaglia d'oro al valor militare alla memoria |
| 19 | Raffaele Caravaglios         | 1864            | 1941          | direttore di banda                                                                                  | |
| 20 | Pietro Carbone               | 1918            | 1990          | magistrato e Presidente aggiunto onorario della Corte di Cassazione                                 | |
| 21 | Pietro Castellino            | 1864            | 1933          | medico e politico                                                                                   | |
| 22 | Beniamino Cesi               | 1845            | 1907          | pianista e compositore                                                                              | |
| 23 | Federico Ciccodicola         | 1860            | 1924          | ufficiale e agente diplomatico                                                                      | |
| 24 | Cesare Colucci               | 1865            | 1942          | psicologo                                                                                           | |
| 25 | Luisa Conte                  | 1925            | 1994          | attrice teatrale                                                                                    | |
| 26 | Benedetto Croce              | 1866            | 1952          | filosofo, storico, politico, critico letterario e scrittore                                         | tomba esterna, nelle immediate vicinanze dell'ingresso, essendo l'area satura |
| 27 | Ciro Cuciniello              | 1784            | 1847          | architetto                                                                                          | |
| 28 | Vincenzo D'Annibale          | 1894            | 1950          | pianista, compositore e direttore d'orchestra                                                       | |
| 29 | Antonino D'Antona            | 1842            | 1913          | medico e politico italiano, educatore e Senatore del Regno d'Italia                                 | |
| 30 | Annibale de Gasparis         | 1819            | 1892          | astronomo, matematico e Senatore del Regno d'Italia                                                 | |
| 31 | Cosmo Maria De Horatiis      | 1771            | 1850          | medico                                                                                              | |
| 32 | Luigi De Luca                | 1857            | 1938          | scultore                                                                                            | |
| 33 | Enrico De Nicola             | 1877            | 1959          | politico, avvocato e primo Presidente della Repubblica italiana                                     | |
| 34 | Francesco De Nicola          | 1882            | 1961          | pittore, scultore e maestro d'arte                                                                  | |
| 35 | Francesco Saverio de Sanctis | 1817            | 1863          | scrittore, critico letterario, politico, Ministro della Pubblica Istruzione e filosofo              | |
| 36 | Carlo De Vincentiis          | 1849            | 1904          | medico e chirurgo                                                                                   | |
| 37 | Salvatore Di Giacomo         | 1860            | 1934          | poeta, drammaturgo e saggista                                                                       | |
| 38 | Annalisa Durante             | 1990            | 2004          | vittima della camorra                                                                               | |
| 39 | Giustino Fortunato           | 1848            | 1932          | politico e storico                                                                                  | |
| 40 | Nunzio Gallo                 | 1928            | 2008          | cantante e attore                                                                                   | |
| 41 | Stefano Gasse                | 1778            | 1840          | architetto                                                                                          | autore del portale d'ingresso al cimitero dalla via Nuova Poggioreale, ma anche del palazzo dei Ministeri Borbonici, oggi palazzo San Giacomo, sede del Municipio di Napoli, dell'Osservatorio astronomico di Capodimonte e del muro finanziere                                                                       |
| 42 | Saverio Gatto                | 1877            | 1959          | scultore, pittore e disegnatore                                                                     | |
| 43 | Vincenzo Gemito              | 1852            | 1929          | scultore, disegnatore e orafo                                                                       | |
| 44 | Luigi Giura                  | 1795            | 1864          | ingegnere e architetto                                                                              | autore del magnifico Ponte Real Ferdinando sul Garigliano, primo esempio del genere in Europa (Gran Bretagna esclusa) |
| 45 | Arturo Labriola              | 1873            | 1959          | politico e economista                                                                               | |
| 46 | Gaetano Lama                 | 1886            | 1950          | compositore                                                                                         | |
| 47 | Giovanni Leone               | 1908            | 2001          | politico, avvocato, giurista e accademico e sesto Presidente della Repubblica italiana              | |
| 48 | Raffaele Liberatore          | 1787            | 1843          | storico e filologo                                                                                  | |
| 49 | Nicola Maldacea              | 1870            | 1945          | attore, comico e cantautore                                                                         | |
| 50 | Pasquale Stanislao Mancini   | 1817            | 1888          | avvocato, giurista, politico e accademico                                                           | |
| 51 | E. A. Mario                  | 1884            | 1961          | paroliere e compositore                                                                             | autore, fra l'altro, de La canzone del Piave |
| 52 | Francesco Mastriani          | 1819            | 1891          | scrittore, drammaturgo e giornalista                                                                | autore di romanzi d'appendice |
| 53 | Gioacchino Luigi Mellucci    | 1874            | 1942          | ingegnere                                                                                           | |
| 54 | Saverio Mercadante           | 1795            | 1870          | musicista e compositore                                                                             | |
| 55 | Mario Merola                 | 1934            | 2006          | cantante, attore, compositore e personaggio televisivo                                              | |
| 56 | Gilda Mignonette             | 1886            | 1953          | cantante                                                                                            | non è sepolta nel Quadrato degli Uomini Illustri, ma, comunque, all'interno del cimitero stesso, a causa della saturazione del Quadrato. La sua lapide si trova nei pressi dell'entrata a sinistra da Via Poggioreale.                                                                                                |
| 57 | Ernesto Murolo               | 1876            | 1939          | poeta, drammaturgo e giornalista                                                                    | |
| 58 | Roberto Murolo               | 1912            | 2003          | cantautore                                                                                          | |
| 59 | Antonio Nanula               | 1780            | 1846          | anatomista, medico e chirurgo                                                                       | |
| 60 | Antonio Niccolini            | 1772            | 1850          | architetto e decoratore                                                                             | toscano d'origine, autore della nuova facciata del teatro di San Carlo e la villa Floridiana, nonché l'ampliamento della Villa Reale oggi Villa Comunale alla Riviera di Chiaia: l'autore del monumento funebre è Leopoldo di Borbone-Due Sicilie, Conte di Siracusa, fratello del Re Ferdinando II delle Due Sicilie |
| 61 | Edoardo Nicolardi            | 1878            | 1954          | poeta, paroliere e giornalista                                                                      | |
| 62 | Giovanni Nicotera            | 1828            | 1894          | politico e patriota                                                                                 | |
| 63 | Giovanni Ninni               | 1861            | 1922          | chirurgo                                                                                            | tra i primi in Italia a effettuare operazioni di sutura al cuore e al pancreas |
| 64 | Laura Beatrice Oliva         | 1821            | 1869          | scrittrice, educatrice e poetessa                                                                   | |
| 65 | Aurelio Padovani             | 1889            | 1926          | sindacalista e politico italiano, leader del fascismo campano                                       | |
| 66 | Ferdinando Palasciano        | 1815            | 1891          | chirurgo e politico, precursori della Croce Rossa                                                   | |
| 67 | Filippo Palizzi              | 1818            | 1899          | pittore                                                                                             | |
| 68 | Dolores Palumbo              | 1912            | 1984          | attrice                                                                                             | |
| 69 | Pietro Paolo Parzanese       | 1809            | 1852          | presbitero, poeta e traduttore                                                                      | |
| 70 | Giuseppe Antonio Pasquale    | 1820            | 1893          | botanico e patriota                                                                                 | |
| 71 | Patrizio                     | 1960            | 1984          | cantante e attore                                                                                   | |
| 72 | Florestano Pepe              | 1778            | 1851          | generale e patriota                                                                                 | |
| 73 | Guglielmo Pepe               | 1783            | 1855          | generale, patriota e storico                                                                        | |
| 74 | Enrico Pessina               | 1828            | 1916          | giurista, filosofo e politico                                                                       | |
| 75 | Antonio Petito               | 1822            | 1876          | attore teatrale, drammaturgo e regista teatrale                                                     | |
| 76 | Tina Pica                    | 1884            | 1968          | attrice e commediografa                                                                             | |
| 77 | Raffaele Piria               | 1814            | 1865          | chimico                                                                                             | |
| 78 | Carlo Pisacane               | 1818            | 1857          | patriota                                                                                            | |
| 79 | Bernardo Quaranta            | 1796            | 1867          | latinista e grecista                                                                                | fra i massimi esperti di Papiri di Ercolano |
| 80 | Ferdinando Russo             | 1866            | 1927          | poeta e scrittore                                                                                   | |
| 81 | Edoardo Scarfoglio           | 1860            | 1917          | poeta, giornalista e scrittore                                                                      | |
| 82 | Giovanni Semmola             | 1793            | 1865          | medico e farmacologo                                                                                | |
| 83 | Mariano Semmola              | 1831            | 1896          | medico, filosofo e politico                                                                         | |
| 84 | Matilde Serao                | 1856            | 1927          | scrittrice e giornalista                                                                            | |
| 85 | Luigi Settembrini            | 1813            | 1876          | scrittore e patriota                                                                                | |
| 86 | Giancarlo Siani              | 1959            | 1985          | giornalista                                                                                         | assassinato dalla camorra |
| 87 | Bertrando Spaventa           | 1817            | 1883          | filosofo e politico                                                                                 | |
| 88 | Pasquale Squitieri           | 1938            | 2017          | regista, sceneggiatore e politico                                                                   | |
| 89 | Ernesto Tagliaferri          | 1889            | 1937          | musicista                                                                                           | |
| 90 | Sigismund Thalberg           | 1812            | 1871          | pianista e compositore                                                                              | |
| 91 | Vittoria Titomanlio          | 1899            | 1988          | politica                                                                                            | |
| 92 | Maurizio Valenzi             | 1909            | 2009          | politico e Sindaco di Napoli                                                                        | |
| 93 | Nino Veglia                  | 1922            | 1982          | attore e impresario teatrale                                                                        | |
| 94 | Raffaele Viviani             | 1888            | 1950          | attore, commediografo, compositore, poeta e traduttore                                              | |
| 95 | Nicola Antonio Zingarelli    | 1752            | 1837          | musicista e compositore                                                                             | |